# Jürgen Tschernutter
Jürgen Tschernutter (* 12. Juli 1990 in Villach) ist ein österreichischer Eishockeystürmer, der seit Juni 2017 beim EHC Lustenau aus der Alps Hockey League spielt.

## Karriere
Tschernutter stammt aus dem Nachwuchs des EC VSV und bestritt bislang zwei Bundesliga-Spiele für die Seniorenmannschaft. Mit der U20-Mannschaft konnte er zweimal den österreichischen Meistertitel gewinnen. 2008 nahm Tschernutter mit dem österreichischen Nationalteam an der U18-Junioren-Weltmeisterschaft teil.
Zur Saison 2010/11 wechselte Tschernutter vom VSV zum ATSE Graz, 2012 zum EK Zell am See.

## Erfolge und Auszeichnungen
- 2007 Österreichischer Jugendmeister mit dem EC VSV
- 2008 Österreichischer Jugendmeister mit dem EC VSV